# Castel del Piano

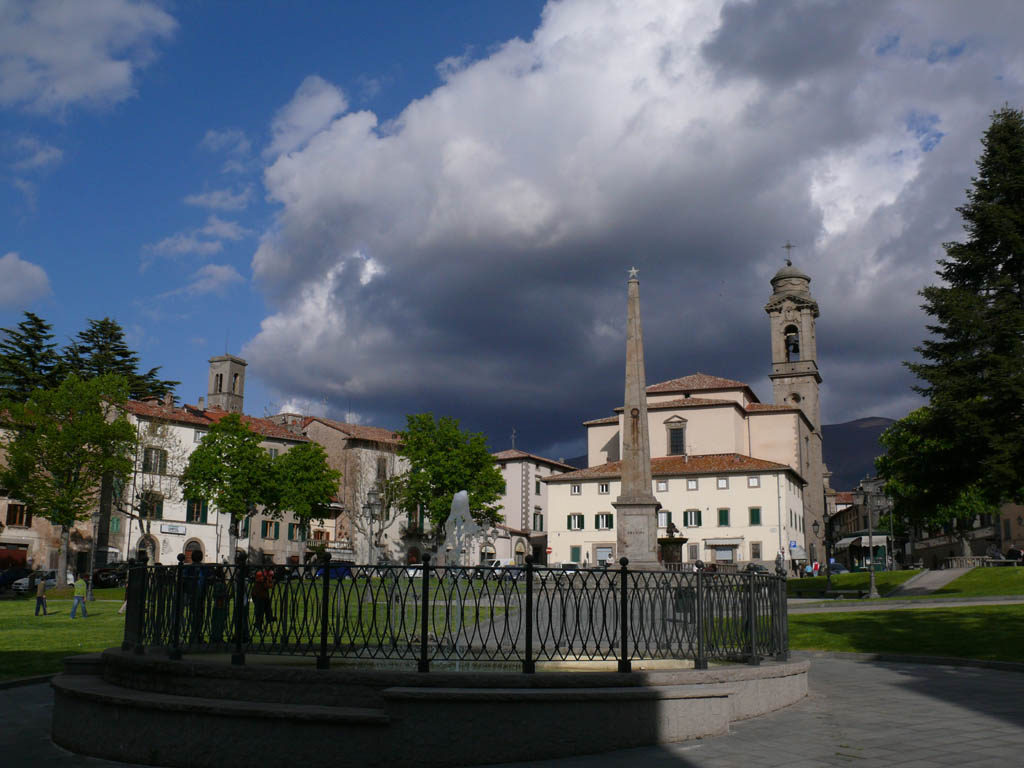
Piazza Giuseppe Garibaldi

Castel del Piano é uma comuna italiana da região da Toscana, província de Grosseto, com cerca de 4.300 (Cens. 2001) habitantes. Estende-se por uma área de 67,79 km², tendo uma densidade populacional de 63 hab/km². Faz fronteira com Abbadia San Salvatore (SI), Arcidosso, Castiglione d'Orcia (SI), Cinigiano, Montalcino (SI), Santa Fiora, Seggiano.

## Palio
Na Piazza Giuseppe Garibaldi realiza-se a emotiva corrida de cavalos chamada 'Palio'. O Palio é feito una vezes por ano, a 8 de Setembro, com 4 cavalos e cavaleiros, e cada par representa um dos 4 bairros da cidade, designados contrade:Monumento, Borgo, Storte e Poggio.

## Demografia
| Variação demográfica do município entre 1861 e 2011                               |
|                                                                                   |
| Fonte: Istituto Nazionale di Statistica (ISTAT) - Elaboração gráfica da Wikipedia |